# Relations entre la Birmanie et l'Union européenne
Les relations entre la Birmanie et l’Union européenne se sont améliorées depuis début 2011 à la suite d'importantes réformes économiques et politiques menées en Birmanie. Parmi les évolutions saluées par l'Union se trouve l'engagement d'une transition vers un système démocratique et la libération d'Aung San Suu Kyi. De ce fait, l'Union a suspendu et levé les mesures restrictives respectivement en avril 2012 et en 2013 à l’exception des mesures concernant les armes. 

## Sources

## Compléments